# 塩尻和也
塩尻 和也（しおじり かずや、1996年11月8日 - ）は、群馬県伊勢崎市出身の陸上競技選手。専門は長距離走。群馬県立伊勢崎清明高等学校、順天堂大学スポーツ健康科学部卒業。富士通陸上競技部所属。

## 人物・来歴

### 高校時代まで
中学時代はソフトテニス部に所属していた。
高校2年時の2013年、インターハイの男子3000mSCで5位入賞。1月の全国都道府県対抗駅伝では1区で12位という成績を残す。
高校3年時の2014年、5月の群馬県高校総体3000mSCで当時高校歴代6位の記録で優勝。6月の第98回日本選手権3000mSCで当時高校歴代4位の記録で7位入賞。7月にアメリカのユージーンで開かれた第15回世界ジュニア陸上競技選手権大会の3000mSC代表となり、8分45秒66の記録（当時高校歴代2位）で9位となった。8月のインターハイ3000mSCは8分53秒42で優勝。

### 大学時代

#### 大学1年時
2015年に順天堂大学に進学。3000mSCでの記録向上を目指して順天堂大学（日本記録保持者の岩水嘉孝の出身校で監督の仲村明も元選手）を選択したという。入学直後に自転車で転倒負傷したり、7月に熱中症に罹患するアクシデントもあったが、第99回日本選手権3000mSCで6位入賞。10月の第47回全日本大学駅伝では2区区間4位。2016年1月の第92回箱根駅伝では1年生ながら2区に起用され、区間5位であった。

#### 大学2年時
リオデジャネイロオリンピック代表選考会となった6月の第100回日本選手権3000mSCでは8分36秒45の記録で2位に入ったが、オリンピック参加標準記録は突破できず、6月27日の代表選手発表時点では選考に漏れた。7月7日の順天堂大学記録会3000mSCで8分31秒89の自己ベストをマークする。
オリンピック開幕直前の8月3日、他国の個人出場枠の選手が辞退したため、国際陸上競技連盟からのInvitationにより3000mSCの日本代表に選出された。オリンピック本番では8月15日の予選に出場したが、8分40秒98の11位で敗退となった。
2017年1月の第93回箱根駅伝では2区で8人抜きの快走を見せた。

#### 大学3年時
4月1日の金栗記念選抜では5000mで13分33秒14の自己ベストを記録。11月25日の八王子ロングディスタンス10000mでは日本人学生歴代4位となる27分47秒87を記録した。

#### 大学4年時

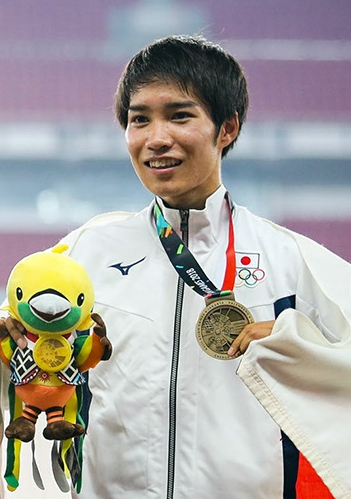
2018年アジア競技大会

2018年6月の第102回日本選手権3000mSCでは当時日本歴代8位となる8分29秒14の自己ベストで優勝。8月のジャカルタ・アジア大会3000mSCでは銅メダルを獲得。終盤まで先頭でレースを引っ張る果敢な走りを見せたが「メダルを取れたことはうれしいけど、ラスト1周のところで順位を落としてしまったのは悔しい。」とコメントした。9月の第87回日本インカレ3000mSCでは4連覇を達成した。
10月13日の第95回箱根駅伝予選会では1時間01分22秒の自己ベストで個人2位・日本人トップでゴールし予選通過に貢献。11月の第50回全日本大学駅伝では13位でタスキを受けるとオープン参加の日本学連選抜を含めた10人をかわし4位に浮上する好走を見せた。箱根駅伝本戦では4年連続で2区を担当。19位でタスキを受けると10人抜きの快走で9位に浮上。2区日本人歴代最速タイムとなる1時間06分45秒を記録した。

### 実業団時代
2019年4月に富士通に入社。ドーハでの第23回アジア陸上3000ｍSCでは8分32秒25で銅メダルを獲得。同大会での日本選手メダル獲得第1号となった。
2021年4月10日の第29回金栗記念選抜5000mでは13分22秒80の自己ベストを記録。同年12月10日のエディオンディスタンスチャレンジin京都5000mでは、日本歴代7位となる13分16秒53を記録した。
2023年6月1日、8月に開幕する世界陸上ブダペストの代表選考会を兼ねた第107回日本陸上競技選手権大会男子5000m決勝で13分19秒85を記録し優勝。世界陸上の参加標準記録（13分07秒00）の突破はできず、代表内定はならなかったがターゲットナンバーに入り出場。予選1組13分51秒00で18位敗退。
12月10日、2024年パリ五輪の選考を兼ねて行われた第107回日本陸上競技選手権大会10000m決勝で相澤晃（旭化成）の持っていた27分18秒75の記録を破る27分09秒80の日本新記録で初優勝。6月の5000ｍ優勝と合わせ2冠制覇となる。2位の太田智樹（トヨタ自動車）が27分12秒53、3位の相澤が27分13秒04で、メダル獲得の3人がいずれも従来の日本記録を上回る快挙となった。しかし2024年パリ五輪の参加標準記録27分00秒00は突破できず。

## 趣味
趣味としてアニメ・ゲームをたびたび挙げており、特に『ラブライブ!』のファン「ラブライバー」である。大学の3年先輩である稲田翔威（コトブキヤ）によると、高校の時の遠征で触れた『スクールアイドルフェスティバル』がきっかけとのこと。大学4年時は『ポケモンカード』に熱中していた。

## 自己記録
- 1500m - 3分47秒15（2016年）
- 3000m - 7分46秒11（2025年）※日本歴代8位
- 5000m - 13分13秒59（2025年）※日本歴代7位
- 10000m - 27分09秒80（2023年）※日本記録
- ハーフマラソン - 1時間01分22秒（2018年）
- 3000mSC - 8分27秒25（2019年）

## 主な戦績
- 天皇盃全国都道府県対抗男子駅伝競走大会（2014年）1区 区間12位 20分23秒
- 世界ジュニア陸上競技選手権大会（2014年）3000m障害物距離走 8分45秒66
- 日本インカレ（2015年）3000m障害物距離走 1位 8分42秒
- 関東インカレ1部（2016年）10000m 3位（日本人トップ）28分42秒
- 関東インカレ1部（2016年）3000m障害物距離走 1位 8分37秒
- 日本陸上競技選手権（2016年）3000m障害物距離走 2位 8分36秒
- リオデジャネイロオリンピック（2016年）3000m障害物距離走予選 8分40秒98（予選敗退）
- 日本インカレ（2016年）3000m障害物距離走 1位 8分38秒
- 関東インカレ1部（2017年）10000m 3位（日本人トップ）28分35秒
- 関東インカレ1部（2017年）5000m 4位 13分47秒
- 全日本大学駅伝関東予選（2017年）第4組 28分35秒
- ユニバーシアード台北（2017年）10000m 3位 29分20秒
- 日本インカレ（2017年）10000m 4位 28分47秒
- 日本インカレ（2017年）3000m障害物距離走 1位 8分34秒
- 天皇盃全国都道府県対抗男子駅伝競走大会（2018年）3区 区間2位 23分49秒
- 関東インカレ1部（2018年）10000m 3位（日本人トップ）28分26秒
- 関東インカレ1部（2018年）5000m 2位（日本人トップ）13分52秒
- 日本陸上競技選手権（2018年）3000m障害物距離走 1位 8分29秒
- アジア大会（2018年）3000m障害物距離走 3位 8分29秒
- 日本インカレ（2018年）3000m障害物距離走 1位 8分31秒
- 第107回日本陸上競技選手権大会（2023年）5000m 1位 13分19秒85
- 第107回日本陸上競技選手権大会（2023年）10000m 1位 27分09秒80（日本新記録）

### 大学駅伝戦績
| 学年               | 出雲駅伝                    | 全日本大学駅伝              | 箱根駅伝                          |
| ------------------ | --------------------------- | --------------------------- | --------------------------------- |
| 1年生 （2015年度） | 第27回 ― - ― 出走なし       | 第47回 2区-区間4位 38分05秒 | 第92回 2区-区間5位 1時間08分30秒  |
| 2年生 （2016年度） | 第28回 3区-区間2位 24分51秒 | 第48回 ― - ― 出走なし       | 第93回 2区-区間5位 1時間08分06秒  |
| 3年生 （2017年度） | 第29回 3区-区間賞 24分17秒  | 第49回 2区-区間3位 38分31秒 | 第94回 2区-区間10位 1時間09分26秒 |
| 4年生 （2018年度） | 第30回 ― - ― 出走なし       | 第50回 4区-区間賞 33分48秒  | 第95回 2区-区間2位 1時間06分45秒  |